# Liechtenstein op de Olympische Zomerspelen 1992
Liechtenstein nam deel aan de Olympische Zomerspelen 1992 in Barcelona, Spanje. 

## Deelnemers en resultaten

### Atletiek
| Olympiër       | Discipline    | Resultaat | Prestatie   |
| -------------- | ------------- | --------- | ----------- |
| Roland Wille   | marathon (m)  | 68e       | 2:31.32     |
|                |               |           |             |
| Manuela Marxer | zevenkamp (m) | 24e       | 5749 punten |

### Judo
| Olympiër       | Discipline | Resultaat | Prestatie                                                                 |
| -------------- | ---------- | --------- | ------------------------------------------------------------------------- |
| Walther Kaiser | -65kg (m)  | 19e       | 1ste ronde: V van USA Pedro: ippon                                        |
|                |            |           |                                                                           |
| Birgit Blum    | -61kg (v)  | 16e       | 1ste ronde: W van USA Roethke: yuko 2de ronde: V van TCH Jánošíková: yuko |

### Schietsport
| Olympiër      | Discipline          | Resultaat | Prestatie                          |
| ------------- | ------------------- | --------- | ---------------------------------- |
| Josef Brendle | 10m luchtgeweer (m) | 39e       | kwalificatie: 39ste met 576 punten |

### Wielersport
| Olympiër      | Discipline                    | Resultaat | Prestatie                                               |
| Baan          | Baan                          | Baan      | Baan                                                    |
| ------------- | ----------------------------- | --------- | ------------------------------------------------------- |
| Patrick Matt  | individuele achtervolging (m) | 19e       | kwalificatie: 19de in 4.46,982                          |
| Patrick Matt  | puntenkoers (m)               | 17e       | kwalificatie: 3de in 3 punten finale: 17de met 5 punten |
| Weg           |                               |           |                                                         |
| Yvonne Elkuch | wegwedstrijd (v)              | 47e       | 2:21.32                                                 |

Albanië · Algerije · Amerikaanse Maagdeneilanden · Amerikaans-Samoa · Andorra · Angola · Antigua en Barbuda · Argentinië · Aruba · Australië · Bahama's · Bahrein · Bangladesh · Barbados · België · Belize · Benin · Bermuda · Bhutan · Bolivia · Bosnië en Herzegovina · Botswana · Brazilië · Britse Maagdeneilanden · Bulgarije · Burkina Faso · Canada · Centraal-Afrikaanse Republiek · Chili · China · Chinees Taipei · Colombia · Congo-Brazzaville · Cookeilanden · Costa Rica · Cuba · Cyprus · Denemarken · Djibouti · Dominicaanse Republiek · Duitsland · Ecuador · Egypte · El Salvador · Equatoriaal-Guinea · Estland · Ethiopië · Fiji · Filipijnen · Finland · Frankrijk · Gabon · Gambia · Gezamenlijk team · Ghana · Grenada · Griekenland · Groot-Brittannië · Guam · Guatemala · Guinee · Guyana · Haïti · Honduras · Hongarije · Hongkong · Ierland · IJsland · India · Indonesië · Irak · Iran · Israël · Italië · Ivoorkust · Jamaica · Japan · Jemen · Jordanië · Kaaimaneilanden · Kameroen · Kenia · Koeweit · Kroatië · Laos · Lesotho · Letland · Libanon · Libië · Liechtenstein · Litouwen · Luxemburg · Madagaskar · Malawi · Malediven · Maleisië · Mali · Malta · Marokko · Mauritanië · Mauritius · Mexico · Monaco · Mongolië · Mozambique · Myanmar · Namibië · Nederland · Nederlandse Antillen · Nepal · Nicaragua · Nieuw-Zeeland · Niger · Nigeria · Noord-Korea · Noorwegen · Oeganda · Oman · Oostenrijk · Pakistan · Panama · Papoea-Nieuw-Guinea · Paraguay · Peru · Polen · Portugal · Puerto Rico · Qatar · Roemenië · Rwanda · Saint Vincent‑Grenadines · Salomonseilanden · Samoa · San Marino · Saoedi-Arabië · Senegal · Seychellen · Sierra Leone · Singapore · Slovenië · Soedan · Spanje · Sri Lanka · Suriname · Swaziland · Syrië · Tanzania · Thailand · Togo · Tonga · Trinidad en Tobago · Tsjaad · Tsjecho-Slowakije · Tunesië · Turkije · Uruguay · Vanuatu · Venezuela · Verenigde Arabische Emiraten · Verenigde Staten · Vietnam · Zaïre · Zambia · Zimbabwe · Zuid-Afrika · Zuid-Korea · Zweden · Zwitserland · Onafhankelijke olympische deelnemers